# Tony Marsh
Anthony Ernest Marsh (20 de julho de 1931 – 7 de maio de 2009) foi um automobilista britânico nascido na Inglaterra que participou de 5 Grandes Prêmios de Fórmula 1 em: 1957-1958 e 1961.